# 碧南市立西端中学校
碧南市立西端中学校（へきなんしりつ にしばたちゅうがっこう）は、愛知県碧南市神田町にある公立中学校。

## 概要
- 碧南市立西端小学校校区の生徒が通学する[1]。

## 沿革
- 1981年（昭和56年）
  - 4月1日 - 碧南市立西端中学校として開校。
  - 4月2日 - 開校式を行う。
- 1989年（平成元年）1月 - 柔剣道場が完成する。
- 1992年（平成4年）4月 - 4月に碧南市と西加茂郡小原村が友好交流提携を結んだことをきっかけに、西端中学校と小原村立小原中学校とが教育活動の面で友好提携を結び、交流会が始まる（2002年まで）。

## 交通アクセス
- くるくるバスみどりコース・あおコース「コミュニティセンター」バス停より徒歩約2分。
- 名鉄三河線北新川駅下車、徒歩約35分。

## 周辺施設
- 愛知県立碧南工科高等学校
- 愛知県立高浜高等学校
- 高浜市立南中学校
- 安城市立明祥中学校
- 碧南市立西端小学校
- 高浜市立高取小学校
- 安城市立明和小学校
- 西端幼稚園
- 碧南市農業者コミュニティセンター
- 衣浦東部広域連合消防局碧南消防署北分署
- 愛三工業安城工場
- 油ヶ淵
- 油ヶ淵水辺公園